# 特略 (烏伊拉省)
特略是哥倫比亞的城鎮，位於該國西南部，由乌伊拉省負責管轄，距離首府內瓦22公里，始建於1811年，面積494平方公里，海拔高度525米，2005年人口13,447。
3°04′N 75°08′W / 3.067°N 75.133°W